# 파울 비더만
파울 비더만(독일어: Paul Biedermann, 1986년 8월 7일 ~ )은 독일의 수영 선수이다. 롱 코스와 쇼트 코스 자유형 200m, 롱 코스 자유형 400m 세계 기록을 보유하고 있다.

## 경력
할레 출신의 비더만은 2008년 유럽 선수권에서 롱코스 200m 자유형을 1분 46.59초로 완료하면서 우승을 거두었다. 400m 자유형(3분 47.6초)과 200m 자유형(국내 기록 1분 46.37초)의 시간으로 비더만은 베이징 올림픽에 출전하는 자격을 하였다. 올림픽에서 그는 200m 자유형 결승전 5위(1분 46.00초)와 400m 자유형 전체로 17위(3분 48.03초)를 하였다.

### 2009년 롱코스와 2010년 쇼트코스 세계 선수권
2009년 세계 수상 선수권의 400m 자유형 결승전에서 비더만은 마지막 50m에 올림픽 1500m 자유형 챔피언 우사마 멜룰리를 통과하여 3분 40.07초로 우승하였다. 이 기록은 자신의 개인 베스트에 거의 3초를 꺾고, 1초의 100분의 1로 이언 소프의 2002년 세계 기록을 능가하였다.
200m 자유형에서 세계 기록 1분 42.00초 마이클 펠프스를 꺾고 두번째 금메달을 획득하였으며, 지난 해 이래 자신의 시간에 4초 이상을 깎았다. 2008년에 비더만은 200m 자유형에서 세계 9위, 400m 자유형에서 세계 21위의 등급에 올라왔다.
2010년 쇼트코스 세계 선수권에서 비더만은 다시 우사마 멜룰리를 걲고 400m 자유형 금메달을 획득하였다. 200m 자유형에서 세계 기록 보유자 임에 불구하고 5위를 한 그는 1위로 들어온 라이언 록티에 1초 이상이나 밀렸다.

### 2011년 롱코스 세계 선수권
2011년 상하이에서 열린 세계 수상 선수권에서 800m 자유형 계주 4위는 물론, 200m/400m 자유형과 400m 혼계영에서 3개의 동메달을 땄다.

## 개인 베스트
- 200m 자유형:1분 42.00초(2009년 7월 28일) WR
- 400m 자유형:3분 40.07초(2009년 7월 26일) WR

## 같이 보기
- 수영 자유형 200m 세계 기록 추이
- 수영 자유형 400m 세계 기록 추이